# Gynoplistia (Gynoplistia) sackeni
Gynoplistia (Gynoplistia) sackeni is een tweevleugelige uit de familie steltmuggen (Limoniidae). De soort komt voor in het Australaziatisch gebied.